# World of Warcraft: Wrath of the Lich King
World of Warcraft: Wrath of the Lich King (укр. Світ Воєнного ремесла: Гнів Короля-Ліча) — друге доповнення до відеогри World of Warcraft, наступне після доповнення The Burning Crusade. Про розробку було оголошено в перший день BlizzCon 3 серпня 2007 року. Дата виходу — 13 листопада 2008 року. Дія доповнення відбувається на холодному північному континенті Нортренді, у володіннях короля мертвих.

## Нововведення
Доповнення підняло максимальний рівень ігрового персонажа з 70-го до 80-го. Додався новий ігровий клас — лицар смерті (англ. Death Knight). Гілки талантів у доповненні розширені до 71 таланту. У світі гри став доступний північний континент Нортренд.
Було введено нову професію — написання сувоїв, додано сотні нових предметів, квестів, підземель, монстрів, заклять та зброї. Також персонажі одержали нові зачіски та стилі танців.
Окрім того, було поліпшено графічний рушій гри.

### Раси

#### Відречені
Відречені (англ. The Forsaken) — колишні слуги Артаса, та королева банші, Сильвана Вітрогін, прибули у Нортренд з новою інфекцією, що, як вони сподіваються, буде ефективною проти мертвих поплічників Короля-Ліча. Вони хочуть помститися Артасові за те що він свого часу поневолив їх своєю магією. Відречені збудували поселення під назвою Новий Агамант у Ревучому фіорді.
Чаклуни Даларану також прибули до Нортренду, щоб протистояти загрозі Короля-Ліча, що зростає. Місто Даларан функціонує як нейтральне місто в Нортренді, подібно до Шаттрату в Позамежжі. Даларан височіє над Нортрендом, але до нього можна легко дістатися. Річ у тому, що знизу під Далараном є телепорт, який веде в місто. З міста можна дістатися до столиць як Орди, так і Альянсу.

### Геройські класи
На BlizzCon 2007 компанією Blizzard Entertainment було анонсовано геройські класи, довгоочікувану особливість World of Warcraft. Геройські класи складаються з класів, відомих за Warcraft III, які були надто сильними, щоб грати ними з першого рівня, або не вписувались в роль початкового класу. Першим Blizzard анонсували лише один геройський клас — лицар смерті. Під час інтерв'ю з одним із розробників, було сказано, що поки планується лише один геройський клас, інші ж будуть додані в майбутніх доповненнях. Як першоквітневий жарт 2008 року було анонсовано клас бард, але він ніколи не був доступний у грі.

### Локації

Карта Нортренду у грі

Доданий континент Нортренд (англ. Northrend) — це континент на півночі Азероту. За розмірами він близький до Позамежжя. Хоча Нортренд відомий тим, що повністю покритий льодом, розробники заявляли, що лише частина континенту буде засніженою. У грі Нортренд складається з 12-и зон для гравців які досягли 68-го рівня, хоча подорожувати до Нортренду можна маючи будь-який рівень. Разом з тим стали доступні й нові підзони в Азероті. Коли гравці вперше прибувають до Нортренду, вони зможуть почати своє ознайомлення з ним із двох зон на вибір — Ревучого фіорду або Борейської тундри, які розташовані на протилежних частинах континенту.

## Сюжет
Протягом п'яти років про зниклого принца Артаса не було жодних відомостей. Несподівано нежить почала масову атаку на міста Азероту, нападаючи далеко за межі Східних Королівств. Вождь Орди Тралл розгорнув експедицію до Нортренду на чолі з Ґаррошем Пеклокриком. Тим часом король Варіан Рінн нарешті повернув собі корону та послав власні війська знищити Короля-Ліча й будь-які сили Орди, які трапляться на шляху.